# Dulan Jawun
El Dulan Jawun foren una subsecció dels karaunes, establerts a Khulm; per això els Dulan Jawun foren coneguts també com l'hazara de Khulm; el nom deriva de les paraules mongoles dolughan jagun (que vol dir “set cents”) i probablement van sorgir com una força de guarnició; aquesta secció va passar a ser probablement de fidelitat personal de Tamerlà a partir del 1370.